# اورنگ‌زیب میرزا
اورنگ‌زیب میرزا (زاده ۱۲۴۶ قمری - درگذشته ۱۲۸۴ قمری) پسر فتحعلی‌شاه و به نوشته ملک ایرج میرزا آخرین فرزند او بود.

## زندگی
مادرش ننه خانم بارفروشی نام داشت. فتحعلی‌شاه در اواخر عمر به ننه خانم توجه بسیار نشان می‌داد و به او لقب مهدعلیا داده بود. اورنگ‌زیب میرزا و برادرش کامران میرزا در زمان درگذشت فتحعلی‌شاه خردسال بودند، از این رو برخلاف سایر شاهزادگان قاجار تحت تعلیمات منظمی قرار نگرفتند. در سال‌های بعد، مناصبی به اورنگ‌زیب میرزا داده نشد. او در سال ۱۲۸۴ قمری در ۳۸ سالگی براثر وبا در تهران درگذشت.

## در فرهنگ عامه
اورنگ زیب شعر می‌سرود و از نام خود به عنوان تخلص استفاده می‌کرد. عبدالحسین نوایی درباره یکی از بداهه‌سرایی‌های معروف او که وارد فرهنگ عامه شده و بارها مورد استفاده قرار گرفته است، چنین می‌نویسد:
«اورنگ زیب میرزا پنجاه و هفتمین پسر فتحعلی‌شاه... چون زود یتیم شد، خوب تربیت نشد. نوشته‌اند که وی در کوچه و بازار به دنبال زنان می‌افتاد. روزی یکی از این زنان، از راه تمسخر یا شیطنت، بدو گفت که لبو می‌خواهد. شاهزاده از نوکر خود پول خواست، او نداشت. دست در جیب خود کرد، چیزی نیافت و فی‌البدیهه این شعر را که بعدا شهرت فراوان یافت گفت:
| شب عید است و یار از من چغندر پخته می‌خواهد |  | گمانش می‌رسد من گنج قارون زیر سر دارم |»

## فرزندان
اورنگ زیب صاحب چهار فرزند، یک پسر به نام محمدحسین میرزا و سه دختر بود.